# Grande Valse Brillante (Chopin)
Walc Es-dur op. 18, znany jako Grande Valse Brillante – stylizowany walc Fryderyka Chopina, pierwsze dzieło w tym gatunku. 
Napisany w Paryżu w 1833 na fortepian solo, opublikowany w 1834. Jest jednym z najbardziej znanych walców stworzonych przez kompozytora.
Dedykowany Laurze Horsford (à Laura Horsford)

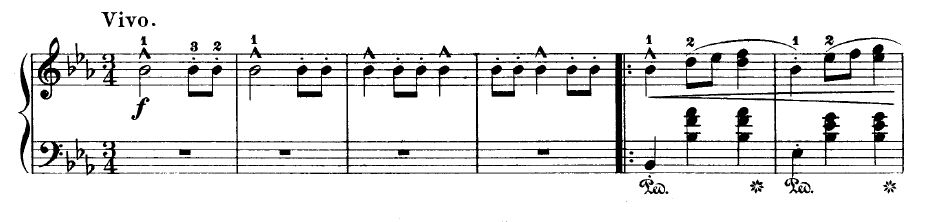
Początek Walca

Igor Strawinski opracował dzieło na orkiestrę symfoniczną w 1909.
Fragment adaptacji utworu ilustruje 63. odcinek serialu animowanego Tom i Jerry pt. Latający kot oraz 70. odcinek serialu animowanego Masza i Niedźwiedź pt. Gwiazdka z nieba. 